# 小行星2977
小行星2977（2977 Chivilikhin）是一颗围绕太阳公转的小行星。1974年9月19日，柳德米拉·切爾尼赫在克里米亚发现了此天体。
該小行星以俄羅斯作家弗拉基米爾·阿列克謝維奇·奇維利金（Vladimir Alekseevich Chivilikhin）命名。
这颗小行星的绝对星等为185.6002591444851等。